# Erwtenbladroller
De erwtenbladroller of erwtenpeulboorder (Cydia nigricana) is een vlinder uit de familie bladrollers (Tortricidae). De wetenschappelijke naam van de soort werd als Pyralis nigricana in 1794 gepubliceerd door Johann Christian Fabricius Het insect komt verspreid over Europa voor.

## Beschrijving

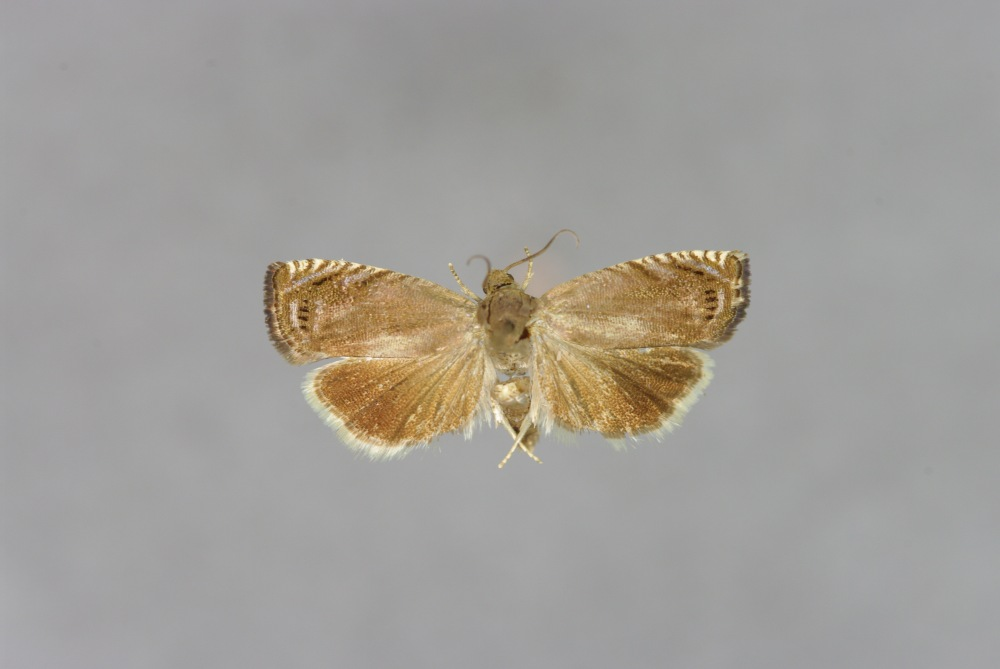
Vlinder

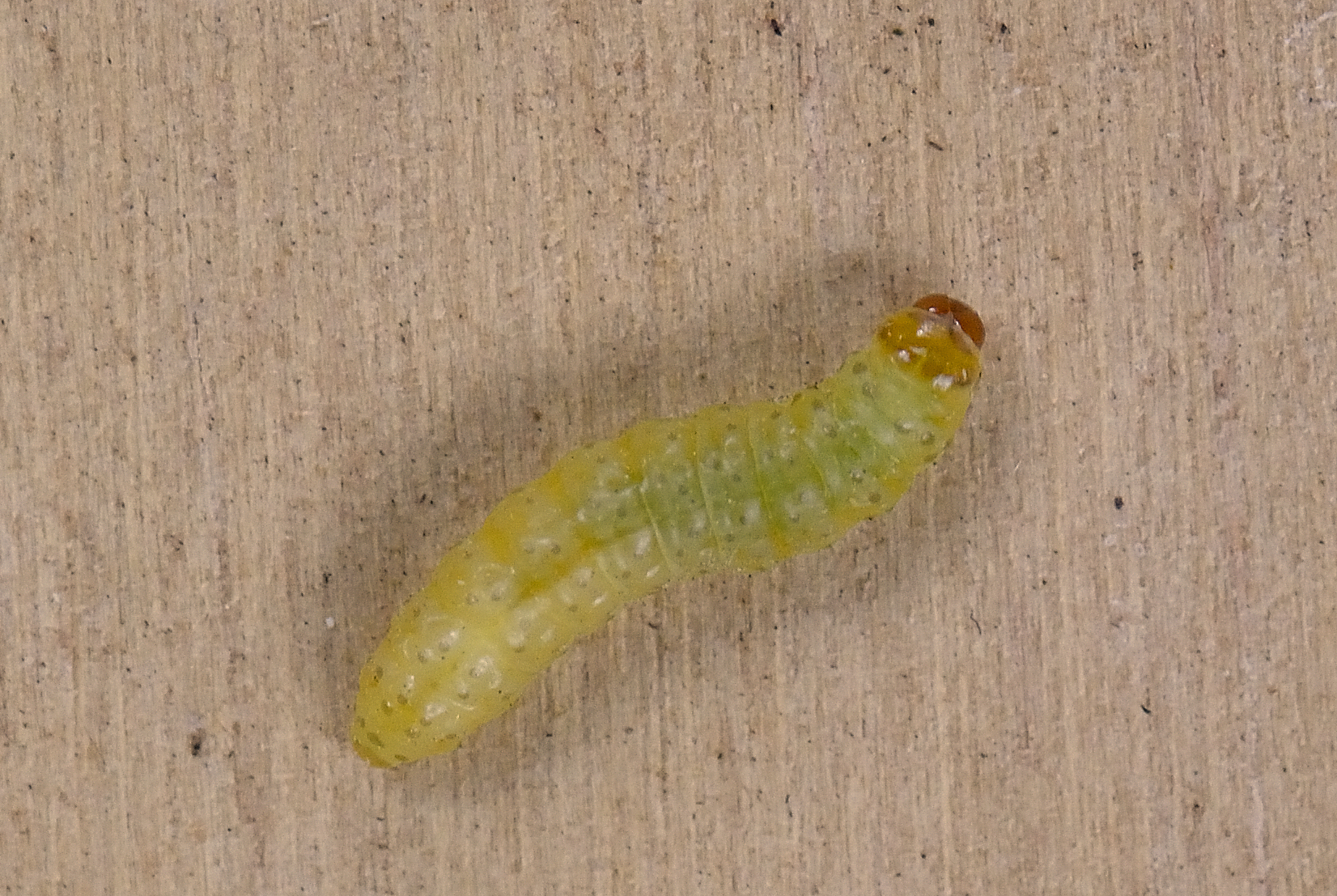
10 mm lange rups begin juli

De spanwijdte van de vlinder bedraagt tussen de 12 en 16 millimeter. De voorvleugels zijn donkerbruin of bruingrijs met een metaalachtige glans. Er zijn enkele lichte strepen (7-12) dicht bij de rand van de voorvleugel, die vervagen vanaf de buitenrand naar de basis. Tussen de strepen bevinden zich donkere vlekken, loodrecht op de buitenrand. Sommige donkere vlekken en witte komma-achtige vlekken zitten dicht bij de achtervleugelrand. De achtervleugels zijn witgeel (bruin dicht bij de achterste rand). De mannetjes hebben een dorsale vouw. De soort overwintert als rups.
Het ovale 0,75-0,8 mm grote eitje is aan één zijde afgeplat. In het begin heeft het een witte kleur, maar wordt het later via geel donkergeel. De rups wordt 13 - 18 mm lang. In het begin is deze wit, dan geel met een donkere kop en een donkere anale plaat. De donkere stigmata liggen in acht rijen. De rups heeft drie paar 'echte' poten en vijf paar propoten. De lengte van de geelbruine poppen varieert van 5 - 7 mm. De overwintering vindt plaats als vijfde larvale stadium in een dichte ovale cocon in de grond waarop de erwten, linzen, lathyrus en wikke gestaan hebben. De rups verpopt in mei ondergronds in hun cocon. De verpopping duurt 10 - 18 dagen. De eerste vlinders verschijnen eind mei tot begin juli bij het begin van de bloei van de wikke en de erwt. Ze voeden zich aanvankelijk met de nectar van de bloemen. Na paring van de vlinders, die vier tot elf dagen na het uitkomen uit de cocon plaatsvindt, beginnen de wijfjes de eitjes te leggen. Op de onderkant van de bovenste bladeren, steel, bloem en stengel worden een, twee of drie (zelden vier) eitjes afgezet. Een vrouwtje kan tot 200 eitjes afzetten. Ze vliegen in de avond en leven 10 - 14 dagen. De afzetting van de eitjes duurt in totaal 25 - 30 dagen. De embryonale ontwikkeling in het eitje duurt 6 - 10 dagen. De uit het eitje komende rups maakt een gaatje in een peul, dat later een witachtig litteken wordt. De rups vreet van de zaden, waardoor brede gangen ontstaan die aan één uiteinde eindigen in een holte. Ze bevuilen de zaden met geelbruine, kruimelige uitwerpselen en spinnenwebben. Meestal komen per peul een, zelden twee of meer (maximaal vier) rupsen voor. De gehele larvale periode (van 16 tot 25 dagen) vindt plaats in een peul. De larven hebben vijf larvale stadia met vier vervellingen. Na de laatste vervelling maakt de rups een gaatje in de wand van de peul, komt naar buiten en spint op 3 - 5 cm diepte in de grond een cocon. Er is 1 generatie per jaar.

## Waardplanten
De erwtenbladroller heeft peulvruchten, vooral erwten, maar ook lathyrus en wikke als waardplanten. De vlinder kan zich tot plaaginsect ontwikkelen, en kan ook voorraden erwten en kapucijners aantasten.

## Voorkomen in Nederland en België
De erwtenbladroller is in Nederland en in België een verbreid voorkomende soort, die vrij algemeen is. De vlinder vliegt van mei tot en met juli.

## Synoniemen
- Phalaena rusticella Clerck, 1759
- Tortrix proximana Haworth, 1811
- Endopisa pisana Guenee, 1845
- Endopisa viciana Guenee, 1845
- Endopisa tenebricosana Guenee, 1845
- Enarmonia dandana Kearfott, 1907
- Enarmonia ratifera Meyrick, 1912
- Laspeyresia novimundi Heinrich, 1920
- Laspeyresia rativera Kuznetzov, 1968